# سام كلايتون
سام كلايتون (بالإنجليزية: Sam Clayton)‏ هو عازف جاز أمريكي، ولد في القرن العشرين في نيو أورلينز في الولايات المتحدة.

## وصلات خارجية
- الموقع الرسمي
- سام كلايتون على موقع IMDb (الإنجليزية)
- سام كلايتون على موقع ميوزك برينز (الإنجليزية)
- سام كلايتون على موقع أول ميوزيك (الإنجليزية)
- سام كلايتون على موقع ديسكوغز (الإنجليزية)